# Rambo III
Rambo III – trzecia część serii o weteranie wojny w Wietnamie Johnie Rambo. Sequel filmów Rambo – Pierwsza krew i Rambo II.

## Fabuła
John J. Rambo po wydarzeniach z części drugiej ukrywa się w dalekiej Tajlandii, pomagając mnichom w budowie klasztoru. Tam odnajduje go pułkownik Trautman i prosi go o pomoc przy wykonaniu pewnej misji w Afganistanie. Rambo zdecydowanie odmawia i Trautman jest zmuszony wyruszyć sam. Wkrótce zostaje porwany przez pewnego radzieckiego oficera, który był celem owej misji. Rambo rusza na pomoc swemu przyjacielowi.

## Obsada
- Sylvester Stallone – John J. Rambo
- Richard Crenna – Samuel Trautman
- Marc de Jonge – Zajcew
- Kurtwood Smith – Griggs
- Spiros Focás – Masoud
- Sason Gabbaj – Mousa
- Doudi Shoua – Hamid

## Produkcja
Podczas prac nad filmem Rambo III nastąpiła zmiana reżysera. Russella Mulcahy’ego, który nie zgadzał się z pomysłami producentów zastąpił Peter MacDonald
Rambo III był najdroższym filmem wyprodukowanym w 1988 roku. Kosztował 63 miliony dolarów.

## Odbiór filmu
Film został umieszczony w księdze rekordów Guinnessa w roku 1990 jako najbardziej brutalny film. Odnotowano 221 aktów przemocy oraz 132 zgony.
Przez pewien czas Rambo III nie był wyświetlany w kinach Wielkiej Brytanii. Stało się to za sprawą zabójstw Michaela Ryana, który zeznał, że inspirowały go filmy z serii Rambo.
Film zarobił 189 015 611 dolarów